# Steve Cropper
Steve Cropper (Willow Springs, 21 de outubro de 1941) é um guitarrista e produtor americano. Suas principais influências foram músicos de blues e rock, tais como Bo Diddley e Chuck Berry. Na escola, Cropper e seu amigo Donald "Duck" Dunn, que tocava baixo, formaram uma banda chamada The Mar-Keys. Cropper tinha apenas 20 anos quando o 1º single da Mar-Keys, uma música instrumental chamada "Last Night", surgiu nas paradas. No ano seguinte, Cropper foi contratado pela Stax para tocar na banda da casa.
As linhas de guitarra incisiva de Steve Cropper ajudaram a definir os contornos do soul e do funk na década de 1960, quando trabalhou incansavelmente como o guitarrista - e muitas vezes como compositor, arranjador, produtor e engenheiro - para a Stax Records, em Memphis, Tennessee. Como parte do quarteto instrumental Booker T. & the MG's, Cropper não apenas escreveu material para backup e alguns dos nomes mais famosos do soul, mas também ajudou a popularizar o estilo funk minimalista que seria conhecido mais tarde como Rhythm and blues.
Cropper trabalhou como artista solo e produtor durante os anos 1970 antes de ingressar no grupo Blues Brothers, que introduziu o soul de Memphis a uma nova geração de ouvintes.
Crooper é considerado um dos maiores guitarristas de todos os tempos. Na maior parte das listas (elegendo os maiores guitarristas) ele está nas 50 primeiras posições. Na revista Mojo  ele está na 2ª posição.
Foi considerado o 39º melhor guitarrista de todos os tempos pela revista norte-americana Rolling Stone.